# 北山田寺崎新田
北山田寺崎新田（きたやまだてらさきしんでん）は、千葉県長生郡睦沢町の大字。2017年4月1日現在の人口は0人。郵便番号299-4406。北山田寺崎両村新田とも通称される。

## 地理
北は茂原市猿袋、東は寺崎、南は北山田、南西は長南町豊原、西は茂原市三ケ谷に隣接している。

## 歴史
江戸期は北山田寺崎新田であり、上総国長柄郡のうち。当村の開発は、本納村与次衛門・三ケ谷村増右衛門によって始められたが、資金難となったため、江戸の町医師青柳春庵と小道具方支配田中近江の手に渡った。当初は千ケ谷村と称したが、天明7年に北山田・寺崎両村が23町余を買入れ、北山田寺崎新田改称した。「旧高旧領」では幕府領。村高は、「旧高旧領」23石余。宝暦3年の検地では、反別田1反余・畑13町2反余。明治6年千葉県に所属。同18年の反別24町2反余（上総国町村誌）。明治22年土睦村の大字となる。

### 年表
- 1873年（明治6年） - 千葉県に所属。
- 1889年（明治22年）4月1日 - 長柄郡土睦村大字北山田寺崎新田になる。
  - 町村制施行し、下之郷村、上之郷村、大谷木村、北山田村、北山田寺崎新田、上市場村、寺崎村、岩井村、川島村、小滝村、河須ヶ谷村が合併し長柄郡長生村が発足。
- 1897年（明治30年）4月1日 - 長生郡土睦村北山田寺崎新田になる。
  - 長柄郡は上埴生郡と統合されて長生郡が発足。長生郡東村となる。
- 1955年（昭和30年）7月20日 - 長生郡睦沢村北山田寺崎新田になる。
  - 土睦村は長南町の一部（森、長楽寺）、夷隅郡瑞沢村と合併し、睦沢村が発足。
- 1983年（昭和58年）4月1日 - 長生郡睦沢町北山田寺崎新田になる。
  - 睦沢村が町制施行し、睦沢町となる。

## 施設
- かずさ有機センター
- 南総食肉センター